# Jan Amos Komenski
Jan Amos Komenski (Komňa, 28. ožujka 1592. – Amsterdam, 15. studenog 1670.), češki pedagog, znanstvenik, nastavnik, i pisac. 
Bio je protestantski  biskup i jedan od pionira obrazovanja za sve. 

## Životopis
Jan Amos Komenský je češki pedagog, rođen 1592. godine u Nivnicama, u Moravskoj.

Njegov rani obiteljski odgoj obilježen je time što je njegov otac Martin Komenský, po zanimanju mlinar, bio dio crkvene sekte Češka braća.
 
U dvanaestoj godini svoga života ostaje bez oba roditelja i dvije sestre, a sa šesnaest godina upisuje latinsku školu, koja ga je odvela na studij teologije u Herborn dvije godine kasnije.
 
Tijekom studija upoznao je njemačkog pedagoga Wolfganga Ratkea, čije su metode odgoja i obrazovanja bile zasnovane na filozofiji Francisa Bacona. Upravo od Ratkea preuzima Baconove ideje i prema njima oblikuje svoju zamisao odgoja i obrazovanja.
 
Nakon završetka studija, Komenský se vratio u Češku, a vodio je škole u Pšerovu i Fulneku te je postao svećenik vjerskog pokreta Češka braća. Zbog agresivne protu-protestantske politike cara Fridriha II. u Češkoj, pobjegao je u Poljsku, gdje je u Lešnu preuzeo upravu latinske škole.

Svoje glavno djelo "Velika didaktika" ili "Didactica magna" završio je 1632. godine u kojem je iznio svoju opću teoriju odgoja i obrazovanja, objasnio didaktičke principe i novu organizaciju stupnjeva školovanja. Kao nadopunu za "Veliku didaktiku", napisao je djelo "Informatorijum za materinsku školu" ili "Materinska škola" u kojem iznosi svoje ideje o ranom odgoju i kao takav postaje začetnikom predškolskog odgoja.

Komenský 1638. godine dobiva poziv Švedske vlade da dođe reorganizirati škole u
Švedskoj prema svojim koncepcijama odgoja i obrazovanja te pripremiti udžbenike i metodiku jezične nastave.

Nakon povratka odlazi u Mađarsku, gdje je osnovao pansofijsku školu u Blatnom Potoku. Pansofija je bila svojevrsna enciklopedija cjelokupnog tadašnjeg znanja, koju je Komenský osmislio za napisati. U Engleskoj je boravio kako bi preuredio škole, ali nije uspio dovršiti posao do kraja zbog izbijanja građanskoga rata.

Jan Amos Komenský umro je 1670. godine u siromaštvu, ne znajući veličinu i snagu
svoga utjecaja i reforme koju je napravio u školstvu i u pogledima na odgoj i obrazovanje svog vremena.

## Asteroid 1861 Komenský
Otkrio ga je 24. studenog 1970. češki astronom Luboš Kohoutek na zvjezdarnici Bergedorf u Hamburgu koji je nazvan po Janu Amosu Komenskom.

## Publikacije
- Blago češkog jezika ("Linguae Bohemicae thesaurus, hoc est lexicon plenissimum, grammatica accurata, idiotismorum elegantiae et emphases adagiaque"), 1612. – 1656.
- "Problemata miscellanea", 1612.
- "Sylloge quaestionum controversarum", 1613.
- "Grammaticae facilioris praecepta", 1614. – 1616.
- O anđelima ("O andělích"), 1615.
- "Theatrum universitatis rerum", 1616. – 1627.
- Govor protiv Antikrista i njegovom svođenju ("Retuňk proti Antikristu a svodům jeho"), 1617.
- O starinama Morave ("O starožitnostech Moravy"), 1618. – 1621.
- Spis o rodu Žerotina ("Spis o rodu Žerotínů"), 1618. – 1621.
- Karte Morave ("Moraviae nova et post omnes priores accuratissima delineatio autore J. A. Comenio"), 1618. – 1627.
- Pisma u nebo ("Listové do nebe"), 1619.
- Manualnik ili jezgra cijele biblije ("Manuálník aneb jádro celé biblí svaté"), 1620. – 1623.
- Promišljanje o savršenosti kršćanstva ("Pŕemyšlování o dokonalosti kŕesťanské"), 1622.
- Neosvojivi grad ime Gospodinovo ("Nedobytedlný hrad jméno Hospodinovo"), 1622.
- Truli, prvi dio ("Truchlivý, díl první"), 1623.
- Labirint svijeta i raj srca ("Labyrint světa a lusthaus srdce"), 1623.
- O českoj poeziji ("O poezí české"), 1623. – 1626.
- Truli, drugi dio ("Truchlivý, díl druhý"), 1624.
- "Centrum securitatis", 1625.
- Viđenja i javljanja Krištofa Kotera ("Vidění a zjevení Kryštofa Kottera"), 1625.
- Prijevod nekih žalmova ("Pŕeklad někkterých žalmů"), 1626.
- Češka didaktika ("Didaktika česká"), 1628. – 1630.
- "Didactica magna", 1633. – 1638.
- "Schola pansophica", 1650. – 1651.
- "Primitiae laborum scholasticorum", 1650. – 1651.
- "Opera didactica omnia", 1657.
- "De bono unitatis et ordinis", 1660.
- "De rerum humanarum emendatione consultatio catholica"